# トーヨーリファール
トーヨーリファール（欧字名:Toyo Lyphard、1990年5月10日 - 不明）は、日本の競走馬、種牡馬。主な勝ち鞍に1993年のニュージーランドトロフィー、1994年の平安ステークス、1995年のマーチステークス。

## 競走馬時代
1992年11月4日に京都競馬場の新馬戦でデビューし勝利。続くカトレア賞にも勝利するが、4歳（1993年）の春にかけてトウ骨の骨膜炎に苦しめられ、ラジオたんぱ杯3歳ステークス、きさらぎ賞、アーリントンカップはいずれも6着に終わる。
休養をはさみ、東京優駿（日本ダービー）の優先出走権を目指して出走したトライアルのNHK杯で4着に敗れると、当時「残念ダービー」と呼ばれていたニュージーランドトロフィー4歳ステークスに出走し、6番人気の低評価を覆して中団追走から大外に持ち出して楽々先行馬群をとらえると、2着のケイウーマンに2馬身差をつけ勝利する。続く中日スポーツ賞4歳ステークスでは当時の日本レコードで勝利したネーハイシーザーに敗れはしたが、2着を確保した。
秋は菊花賞を目指したが、神戸新聞杯を4着、京都新聞杯を3着となったことで、陣営は距離適性に限界を感じたのか、短距離路線に変更した。しかし、マイルチャンピオンシップで5着、スプリンターズステークスでは8着に終わる。
1994年、5歳の初戦には重賞に昇格した平安ステークスに出走。初ダートとあって5番人気と評価はそれほど高くなかったが、好位追走から逃げ粘る地方馬オーディンを追いかけ、ゴール前でクビ差とらえて重賞2勝目をあげた。しかし、レース後骨折が判明し休養。6月のCBC賞で復帰したが、4着に終わると、再び骨折が判明。秋に復帰も3走していずれも凡走に終わる。
6歳となった1995年は、初戦に前年に勝利した平安ステークスを予定したが回避し、すばるステークスに出走すると、2着リドガイに4馬身差の勝利。中1週で出走したフェブラリーステークス（当時はGII）でもライブリマウントの2着と好走し、続くマーチステークスでは59キロのトップハンデを苦にせず重賞3勝目を挙げた。そして芝のマイル路線に駒を進めるが、京王杯スプリングカップでは1番人気（ただし単勝5.0倍）に支持されながらも8着に敗れ、安田記念も15着に終わる。続いて出走した宝塚記念では最低人気だったが、このレースで逃げを打つと、2分10秒2の日本レコードで勝ったダンツシアトルからわずか0秒4差の4着に粘った。高松宮杯（当時GII・芝2000m）では6着。秋初戦のマイルチャンピオンシップ南部杯で5着に敗れると、続く天皇賞（秋）では17頭立ての16番人気の低評価になったが、逃げてサクラチトセオーから0秒2差の4着に粘る。しかし、再び故障を発症した。
1996年、7歳の初戦として川崎記念に出走したが、5着に敗れると再び休養。休養明け初戦の毎日王冠では12頭立ての8番人気も、逃げてアヌスミラビリスの2着に粘った。再び故障で休養し、8歳となった1997年、プロキオンステークスで復帰すると3着に好走。しかし3番人気に支持されたアンタレスステークスでは11着に終わり、秋に朝日チャレンジカップ、京都大賞典と出走し、これを最後に現役引退した。

## 種牡馬時代
1998年より、北海道静内町のレックススタッドで種牡馬入りした。数少ないゴドルフィンアラビアン系（マンノウォー系）の種牡馬であったが、G1未勝利馬としては交配料が高かったこともあり、初年度の種付頭数は19頭、2年目が4頭と厳しい状況でのスタートとなった。しかし産駒が産まれると、その馬格のよさが馬産地のあちこちで評価されよく売れた。そのためレックスが交配料を無料にするなど営業を強化したところ、3年目に人気が急上昇し77頭もの交配牝馬を確保した。その中から指定交流重賞かきつばた記念の優勝馬ヨシノイチバンボシを、更にその翌年の産駒から南関東の桜花賞優勝馬ミライを輩出した。しかしその時点では既に種牡馬登録が抹消されていた。
2005年1月28日付で転売不明となった。それ以降の動向は分かっていない。

### 主な産駒
- 2001年産
  - ヨシノイチバンボシ（かきつばた記念、岐阜金賞、名湾盃、姫山菊花賞、マイル争覇2回）
- 2002年産
  - ミライ（桜花賞）

## 競走成績
| 年月日 | 年月日 | 年月日 | 競馬場 | 競走名             | 格      | 頭数 | オッズ （人気） | オッズ （人気） | 着順 | 騎手       | 斤量 [kg] | 距離（馬場）  | タイム （上り3F/4F） | タイム 差 | 勝ち馬/（2着馬）       |
| ------ | ------ | ------ | ------ | ------------------ | ------- | ---- | --------------- | --------------- | ---- | ---------- | --------- | ------------- | -------------------- | --------- | ---------------------- |
| 1992   | 11.    | 14     | 京都   | 3歳新馬            |         | 10   | 002.6           | 0（1人）        | 01着 | 松永昌博   | 54        | 芝1600m（良） | 1:35.8 (47.6)        | -0.3      | (キングファラオ)       |
|        | 11.    | 29     | 中京   | カトレア賞         | 500万下 | 8    | 001.7           | 0（1人）        | 01着 | 松永昌博   | 54        | 芝1800m（良） | 1:49.1 (36.4)        | -0.1      | （フジワンマンクロス） |
|        | 12.    | 26     | 阪神   | ラジオたんぱ杯3歳S | GIII    | 12   | 003.0           | 0（1人）        | 06着 | 松永昌博   | 54        | 芝2000m（良） | 2:06.6 (51.5)        | -0.8      | ナリタタイシン         |
| 1993   | 2.     | 14     | 京都   | きさらぎ賞         | GIII    | 12   | 007.3           | 0（4人）        | 06着 | 松永昌博   | 55        | 芝1800m（良） | 1:49.3 (49.3)        | -1.2      | ツジユートピアン       |
|        | 3.     | 7      | 阪神   | アーリントンカップ | GIII    | 14   | 008.0           | 0（5人）        | 06着 | 西浦勝一   | 55        | 芝1600m（良） | 1:39.6 (50.9)        | -1.3      | グランドシンゲキ       |
|        | 5.     | 9      | 東京   | NHK杯              | GII     | 13   | 061.6           | （12人）        | 04着 | 松永昌博   | 56        | 芝2000m（良） | 2:01.8 (36.6)        | -1.1      | マイシンザン           |
|        | 6.     | 6      | 東京   | NZT4歳S            | GII     | 12   | 010.7           | 0（6人）        | 01着 | 松永昌博   | 56        | 芝1600m（稍） | 1:34.6 (34.9)        | -0.3      | （ケイウーマン）       |
|        | 7.     | 4      | 京都   | 中日スポーツ賞4歳S | GIII    | 12   | 001.7           | 0（1人）        | 02着 | 松永昌博   | 57        | 芝1800m（稍） | 1:45.5 (35.1)        | -0.3      | ネーハイシーザー       |
|        | 9.     | 26     | 阪神   | 神戸新聞杯         | GII     | 9    | 007.5           | 0（4人）        | 04着 | 松永昌博   | 56        | 芝2000m（良） | 2:05.4 (37.3)        | -2.5      | ビワハヤヒデ           |
|        | 10.    | 17     | 京都   | 京都新聞杯         | GII     | 10   | 012.1           | 0（3人）        | 03着 | 松永昌博   | 57        | 芝2200m（良） | 2:13.4 (35.0)        | -0.1      | ウイニングチケット     |
|        | 11.    | 21     | 京都   | マイルCS           | GI      | 15   | 014.9           | 0（5人）        | 05着 | 松永昌博   | 55        | 芝1600m（不） | 1:36.1 (36.6)        | -0.4      | シンコウラブリイ       |
|        | 12.    | 19     | 中山   | スプリンターズS    | GI      | 14   | 013.5           | 0（5人）        | 08着 | 松永昌博   | 55        | 芝1200m（良） | 1:08.8 (34.5)        | -0.9      | サクラバクシンオー     |
| 1994   | 1.     | 15     | 阪神   | 平安S              | GIII    | 16   | 013.8           | 0（5人）        | 01着 | 松永昌博   | 56        | ダ1800m（良） | 1:52.8 (38.7)        | -0.1      | （オーディン）         |
|        | 6.     | 26     | 中京   | CBC賞              | GII     | 11   | 008.6           | 0（4人）        | 04着 | 松永昌博   | 58        | 芝1200m（良） | 1:08.8 (35.0)        | -0.9      | ニホンピロプリンス     |
|        | 10.    | 29     | 阪神   | スワンS            | GII     | 18   | 163.6           | （14人）        | 12着 | 松永昌博   | 58        | 芝1400m（良） | 1:21.5 (36.3)        | -1.6      | サクラバクシンオー     |
|        | 11.    | 20     | 福島   | 福島記念           | GIII    | 14   | 009.1           | 0（5人）        | 09着 | 宝来城多郎 | 57.5      | 芝2000m（良） | 2:02.8 (38.9)        | -1.5      | シルクグレイッシュ     |
|        | 12.    | 17     | 中京   | ウインターS        | GIII    | 16   | 010.2           | 0（3人）        | 06着 | 松永昌博   | 58        | ダ2300m（良） | 2:27.6 (38.4)        | -0.5      | ライブリマウント       |
| 1995   | 2.     | 4      | 京都   | すばるS            | OP      | 11   | 006.5           | 0（3人）        | 01着 | 松永昌博   | 57.5      | ダ1400m（良） | 1:23.8 (36.1)        | -0.7      | （リドガイ）           |
|        | 2.     | 18     | 東京   | フェブラリーS      | GII     | 16   | 005.6           | 0（3人）        | 02着 | 松永昌博   | 58        | ダ1600m（良） | 1:36.7 (36.9)        | -0.3      | ライブリマウント       |
|        | 3.     | 11     | 中山   | マーチS            | GIII    | 16   | 002.9           | 0（1人）        | 01着 | 松永昌博   | 59        | ダ1800m（不） | 1:50.5 (38.3)        | -0.1      | （ロイヤルハーバー）   |
|        | 4.     | 22     | 東京   | 京王杯スプリングC  | GII     | 18   | 005.0           | 0（1人）        | 08着 | 松永昌博   | 58        | 芝1400m（良） | 1:21.9 (35.5)        | -0.6      | ドゥマーニ             |
|        | 5.     | 14     | 東京   | 安田記念           | GI      | 18   | 010.9           | 0（5人）        | 15着 | 松永昌博   | 57        | 芝1600m（良） | 1:34.3 (35.5)        | -1.1      | ハートレイク           |
|        | 6.     | 4      | 京都   | 宝塚記念           | GI      | 17   | 134.9           | （17人）        | 04着 | 松永昌博   | 57        | 芝2200m（稍） | 2:10.6 (35.3)        | -0.4      | ダンツシアトル         |
|        | 7.     | 9      | 中京   | 高松宮杯           | GII     | 12   | 009.3           | 0（4人）        | 06着 | 松永昌博   | 58        | 芝2000m（良） | 2:03.2 (37.6)        | -0.6      | マチカネタンホイザ     |
|        | 10.    | 10     | 水沢   | 南部杯             | 重賞    | 10   |                 | 0（3人）        | 05着 | 松永昌博   | 56        | ダ1600m（良） | 1:41.4               | -0.8      | ライブリマウント       |
|        | 10.    | 29     | 東京   | 天皇賞（秋）       | GI      | 17   | 087.5           | （16人）        | 04着 | 松永昌博   | 58        | 芝2000m（良） | 1:59.0 (35.9)        | -0.2      | サクラチトセオー       |
| 1996   | 1.     | 24     | 川崎   | 川崎記念           | 重賞    | 12   |                 | 0（5人）        | 05着 | 松永昌博   | 55        | ダ2000m（良） | 2:08.7               | -1.2      | ホクトベガ             |
|        | 10.    | 6      | 東京   | 毎日王冠           | GII     | 12   | 037.0           | 0（8人）        | 02着 | 松永昌博   | 58        | 芝1800m（良） | 1:46.0 (35.3)        | -0.2      | アヌスミラビリス       |
| 1997   | 4.     | 12     | 阪神   | プロキオンS        | GIII    | 16   | 038.5           | 0（7人）        | 03着 | 河内洋     | 58        | ダ1400m（良） | 1:23.4 (36.8)        | -0.5      | バトルライン           |
|        | 5.     | 3      | 京都   | アンタレスS        | GIII    | 16   | 004.3           | 0（3人）        | 11着 | 河内洋     | 58.5      | ダ1800m（良） | 1:52.7 (39.2)        | -2.0      | エムアイブラン         |
|        | 9.     | 7      | 阪神   | 朝日チャレンジC    | GIII    | 9    | 016.9           | 0（5人）        | 07着 | 松永昌博   | 59        | 芝2000m（良） | 2:00.9 (37.4)        | -1.6      | シンカイウン           |
|        | 10.    | 5      | 京都   | 京都大賞典         | GII     | 10   | 024.8           | 0（6人）        | 05着 | 松永昌博   | 58        | 芝2400m（良） | 2:26.7 (35.1)        | -0.5      | シルクジャスティス     |

## 血統表
| トーヨーリファールの血統（インテント系 / Native Dancer5×5・4=12.50% (母内) 、War Relic5×5=6.25%） | トーヨーリファールの血統（インテント系 / Native Dancer5×5・4=12.50% (母内) 、War Relic5×5=6.25%） | トーヨーリファールの血統（インテント系 / Native Dancer5×5・4=12.50% (母内) 、War Relic5×5=6.25%） | （血統表の出典）                 | （血統表の出典） |
| 父 Relaunch 1976 芦毛                                                                             | 父の父In Reality 1964 鹿毛                                                                        | Intentionally                                                                                     | Intent                           | Intent           |
| 父 Relaunch 1976 芦毛                                                                             | 父の父In Reality 1964 鹿毛                                                                        | Intentionally                                                                                     | My Recipe                        |                  |
| 父 Relaunch 1976 芦毛                                                                             | 父の父In Reality 1964 鹿毛                                                                        | My Dear Girl                                                                                      | Rough'n Tumble                   | Rough'n Tumble   |
| 父 Relaunch 1976 芦毛                                                                             | 父の父In Reality 1964 鹿毛                                                                        | My Dear Girl                                                                                      | Iltis                            |                  |
| 父 Relaunch 1976 芦毛                                                                             | 父の母Foggy Note 1965 芦毛                                                                        | The Axe                                                                                           | Mahmoud                          | Mahmoud          |
| 父 Relaunch 1976 芦毛                                                                             | 父の母Foggy Note 1965 芦毛                                                                        | The Axe                                                                                           | Blackball                        |                  |
| 父 Relaunch 1976 芦毛                                                                             | 父の母Foggy Note 1965 芦毛                                                                        | Silver Song                                                                                       | Royal Note                       | Royal Note       |
| 父 Relaunch 1976 芦毛                                                                             | 父の母Foggy Note 1965 芦毛                                                                        | Silver Song                                                                                       | Beadah                           |                  |
| 母 *サンダードーム Thunder Dome 1983 黒鹿毛                                                       | 母の父Lyphard 1969 鹿毛                                                                           | Northern Dancer                                                                                   | Neactic                          | Neactic          |
| 母 *サンダードーム Thunder Dome 1983 黒鹿毛                                                       | 母の父Lyphard 1969 鹿毛                                                                           | Northern Dancer                                                                                   | Natalma                          |                  |
| 母 *サンダードーム Thunder Dome 1983 黒鹿毛                                                       | 母の父Lyphard 1969 鹿毛                                                                           | Goofed                                                                                            | Court Martial                    | Court Martial    |
| 母 *サンダードーム Thunder Dome 1983 黒鹿毛                                                       | 母の父Lyphard 1969 鹿毛                                                                           | Goofed                                                                                            | Berra                            |                  |
| 母 *サンダードーム Thunder Dome 1983 黒鹿毛                                                       | 母の母Mr. P's Girl 1978 黒鹿毛                                                                    | Mr. Prospector                                                                                    | Raise a Native                   | Raise a Native   |
| 母 *サンダードーム Thunder Dome 1983 黒鹿毛                                                       | 母の母Mr. P's Girl 1978 黒鹿毛                                                                    | Mr. Prospector                                                                                    | Gold Digger                      |                  |
| 母 *サンダードーム Thunder Dome 1983 黒鹿毛                                                       | 母の母Mr. P's Girl 1978 黒鹿毛                                                                    | Native Street                                                                                     | Native Dancer                    | Native Dancer    |
| 母 *サンダードーム Thunder Dome 1983 黒鹿毛                                                       | 母の母Mr. P's Girl 1978 黒鹿毛                                                                    | Native Street                                                                                     | Beaver Street F-No.3-d           |                  |
| 母系(F-No.)                                                                                       | 3号族(FN:3-d)                                                                                     | 3号族(FN:3-d)                                                                                     | 3号族(FN:3-d)                    | [ § 2 ]          |
| 5代内の近親交配                                                                                   | Native Dancer4×5×5、War Relic5×5                                                                  | Native Dancer4×5×5、War Relic5×5                                                                  | Native Dancer4×5×5、War Relic5×5 | [ § 3 ]          |
| 出典                                                                                              | 1. 2. 3.                                                                                          | 1. 2. 3.                                                                                          | 1. 2. 3.                         | 1. 2. 3.         |